# Domingos Sambucetti
Domenico "Domingos" Sambucetti (Davagna, século XVIII) foi um engenheiro militar genovês.

## Biografia
Natural de Davagna, perto de Gênova (Itália) Sambuceti contribuiu com a engenharia militar na região amazônica entre o período de 1756 a 1777, a serviço da Coroa Portuguesa na época do governo de Francisco Xavier de Mendonça Furtado.
Com experiência adquirida por ter sido auxiliar de Brunelli, em 1770 a corte portuguesa lhe confiou algumas obras de certo valor artístico na “cidade imperial” de Alcântara (Maranhão). Junto com Henrique Antônio Galluzzi, Antônio José Landi Landi, Brunelli e Gronsfeld participou de projetos para ubiquação da fortaleza de São José de Macapá, aos projetos de Vila de Macapá, das fortalezas de Gurupá, de Villa Vistosa e Vila Nova Mazagão que receberia os da antiga fortaleza luso-marroquina instalada na costa norte-ocidental africana.
Ao chegar na região do Amapá, em um lugar místico de Santa Ana do Rio Mutuacá, Sambuceti modificou e aprimorou o antecedente projeto do capitão Inácio da Costa Moraes Sarmento. Fez o reconhecimento do terreno, relevo cartográfico, escolheu, preparou o terreno e elaborou nova planta urbanística da vila. Determinou um terreno quadrangular sobre o qual projetou a planta da nova vila, com numerosas quadras, prevendo a construção de 522 casas e a igreja de N. S. da Assunção com 40m de cumprimento.
O jovem engenheiro ganhou a admiração do 4º Governador do Mato Grosso, Luís de Albuquerque de Melo Pereira e Cáceres que o convidou para atuar no Mato Grosso entre 1772 e 1777, em diversos projetos de avaliação do terreno e de estudos de fortificações e, finalmente, vindo a ser diretor do projeto e construção do Real Forte Príncipe da Beira (1775–1783). Sambuceti chega em 6 de janeiro de 1772 cumprindo seis meses de viagem, da foz do Rio Amazonas ao Rio Guaporé.
Sambuceti foi responsável pelo reconhecimento e escolha do terreno onde seria construído o Real Forte, ali criou uma “casa de risco”, uma espécie de centro didático para formação de ajudantes na arte do desenho aplicado a arquitetura e engenharia militar, contribuindo de forma decisiva na reorganização e execução do projeto e construção da fortaleza. 
Estando no Guaporé, criticou os erros de projetos e construção do Forte de Bragança, o então antigo forte de Nossa Senhora da Conceição, feita pelo engenheiro português José Mathias de Oliveira Rego.
Assim como o engenheiro militar italiano Henrique Antônio Galluzzi, responsável pela construção do Forte de São de Macapá (1763 - 1769), Sambuceti utilizou as características do sistema básico da engenharia militar italiana do século XVI, mesmo trabalhando no século XVIII e apesar de estar influenciado pelo modelo francês de Sébastien Le Preste, marquês de Vauban e do português Manoel de Azevedo Fortes, por ordem do governador do Mato Grosso, Luiz de Albuquerque à época.
Durante a construção do Real Forte, e devido as condições ambientais, Sambuceti contraiu a malária e veio a falecer no local, em setembro de 1777. A morte do jovem engenheiro trouxe uma série de transtorno para a conclusão da obra, ficando parada por alguns meses, sendo ocupado imediatamente pelo engenheiro militar Ricardo Franco de Almeida Serra que concluiu o Real Forte em 29 de julho de 1783. (BARROSO 2015).
Sobre si e sua obra, em Ofício ao Conselho Ultramarino requerendo ser promovido ao posto de Sargento-mor, referiu que servia há 13 anos na capitania, e que participara em trabalhos nas fortalezas de Gurupá, Santarém, Almerim e na de Macapá, e que o seu último trabalho fora "(...) tirar a planta do terreno para a nova Vila de Mazagão" em cujas diligências afirma ter "(...) padecido repetidos incômodos e riscos, dando de todo a devida satisfação de seu cargo".
Trabalhou ainda no Real Forte Príncipe da Beira, onde veio a falecer, de malária.